# Пулково (аэропорт)
Международный аэропорт Пу́лково (ИАТА: LED, ИКАО: ULLI) — международный аэропорт, имеющий статус федерального значения, располагающийся в 15 км от центра Санкт-Петербурга в Московском районе. Единственный аэропорт Санкт-Петербурга, обслуживающий регулярные рейсы. Пулково является одним из наиболее загруженных аэропортов России. Имущество аэропорта с 2010 года по государственно-частному партнёрству находится в управлении ООО «Воздушные ворота Северной столицы».

## История

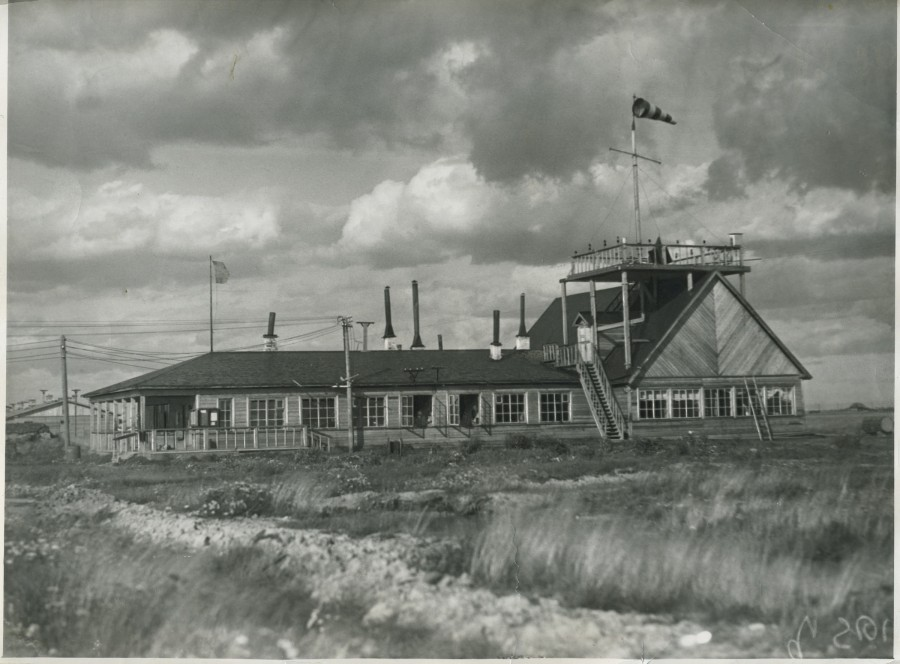
Здание первого аэровокзала, 1933 год

В 1930 году был основан Ленинградский институт инженеров гражданского воздушного флота. Осенью того же года Всесоюзное объединение гражданского воздушного флота (ВО ГВФ) решило построить корпуса института и аэродром при нём возле деревни Каменка, расположенной на Киевском шоссе между Средней рогаткой и Пулковскими высотами. Аэродром, помимо использования учебным заведением, должен был стать и аэродромом гражданской авиации для Ленинграда. План будущего аэропорта, разработанный И. А. Могилянским, был утверждён 26 декабря 1930 года в институте и одобрен в ВО ГВФ, а в начале 1931 года началось его строительство. Аэродром по проекту должен был иметь два симметричных лётных поля треугольно-выпуклой формы, соприкасающихся друг с другом одной из вершин. На каждом из них должны были построить по несколько пересекающихся искусственных взлётно-посадочных полос. После постройки в 1932 году одного лётного поля крупные работы на аэродроме были прекращены; за годы до начала Великой отечественной войны так и не соорудили второе лётное поле, не было построено ни одной искусственной ВПП, практически отсутствовали рулёжные дорожки с искусственным покрытием.
24 июня 1932 на территории Ленинградской области вблизи Ленинграда был сдан в эксплуатацию аэродром «Шоссейная» (получивший наименование по названию ближайшей железнодорожной станции). На аэродроме начал свою работу Ленинградский аэропорт.
В 1934 году был создан 31-й транспортный авиаотряд, его первым командиром стал Л. Г. Крузе. Авиаотряд летал на самолётах У-2, Р-1, Р-5. Особенно важной задачей отряда стала перевозка почты и грузов. В 1941 году линия Ленинград — Москва стала из почтово-пассажирской регулярной пассажирской. С началом Великой Отечественной войны аэродром «Шоссейная» оказался на линии фронта и был закрыт. 15 февраля 1948 года ленинградский аэропорт возвратили с аэродрома «Смольный», где он вынужденно проработал несколько лет, на аэродром «Шоссейная». В 1949 году аэропорт обслуживал 14 союзных и 15 местных авиалиний, было перевезено 6305 пассажиров, свыше 333 тонн почты и 708 тонн грузов. В 1950 году аэропорт одним из первых в стране оснастили курсо-глиссадной системой посадки СП-50.
В 1951 году было открыто новое здание аэровокзала Ленинградского аэропорта, строительство которого началось ещё в 1936 году по проекту архитекторов Г. В. Майзеля и Е. Я. Витенберга. Аналогичный аэровокзал был построен в Московском аэропорту. По окончании строительства автором проекта числился А. И. Гегелло. В 1962 и 1968 годах справа и слева от аэровокзала были построены одноэтажные павильоны прибытия и отправления пассажиров. 
В 1964 году была построена вторая ВПП с курсом 10/28. С 1965 году было введено в эксплуатацию оборудование для посадки самолётов в автоматическом режиме по 1-й категории захода на посадку ИКАО. В 1983 году была сооружена новая параллельная действующей ВПП на курсе 10/28 (10П/28Л). Полоса 14/32 была выведена из лётной эксплуатации и стала использоваться для стоянки самолётов.
8 февраля 1971 года Ленинградский аэропорт был награждён орденом Октябрьской Революции.
В ночь с 24 на 25 апреля 1973 года первых пассажиров принял новый аэровокзал (архитектор А. В. Жук). Пропускная способность нового аэровокзала — до 2650 пассажиров в час, на момент открытия он являлся крупнейшим в стране. Впоследствии аэровокзал стал называться Пулково-1.

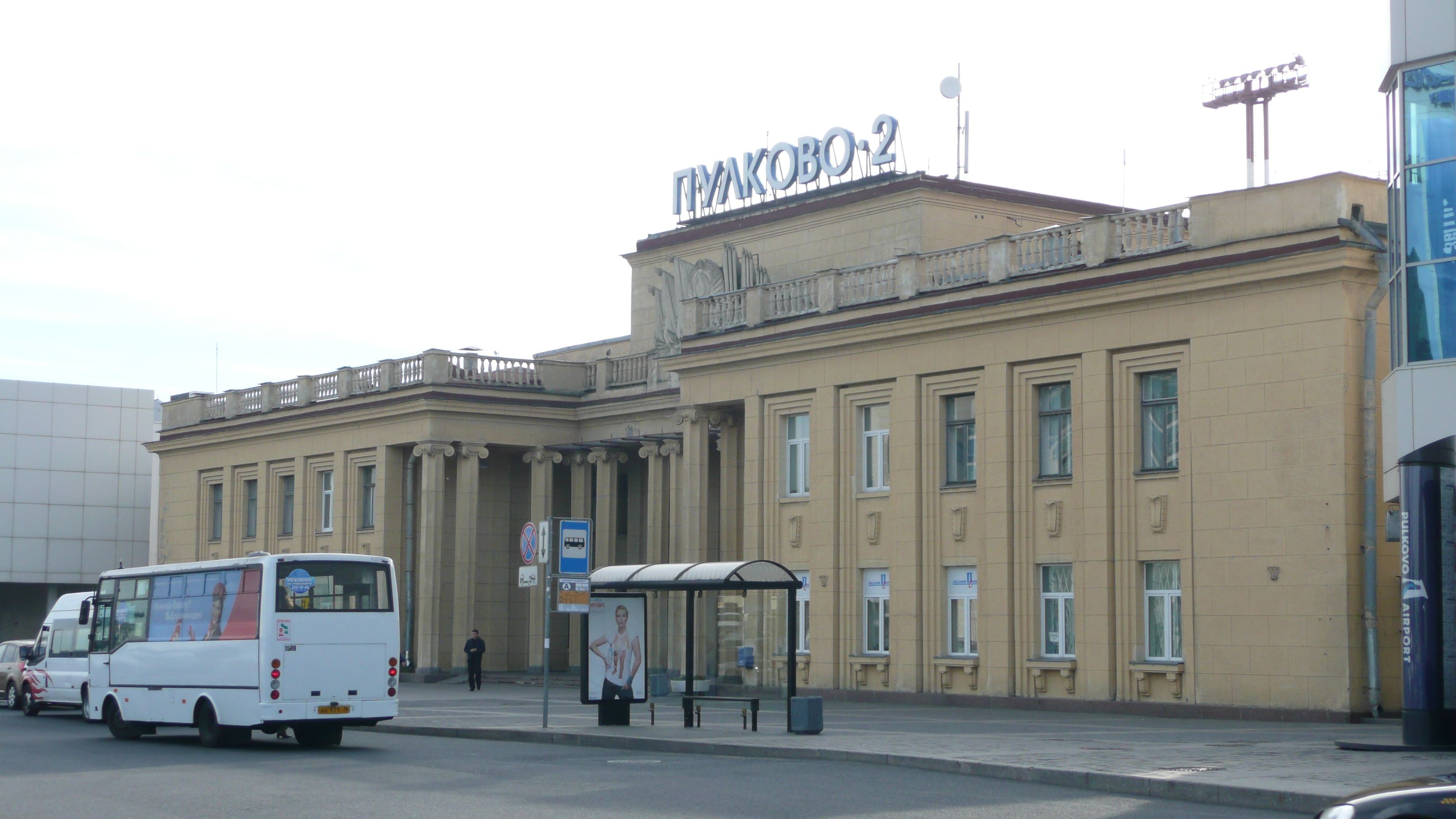
Аэровокзал, открытый в 1951 году

Согласно приказу первого заместителя начальника Ленинградского управления ГА № 372 от 4 декабря 1973 года, 1 января 1974 года Ленинградский аэропорт был назван аэропортом «Пулково».
Второй аэровокзальный комплекс «Пулково-2» был открыт в 1980 году в отремонтированном здании первого аэровокзала 1951 года постройки, туда перевели обслуживание международных направлений. В 1986 года аэровокзал «Пулково-2» был обновлён. В 1994 году со стороны перрона были пристроены два корпуса в стиле брутализма с посадочной галереей, оборудованной тремя телетрапами (телетрапы разобраны к 2016 году). В 2003 году по проекту архитектора Сергея Гаврилова к павильонам прибытия и отправления соорудили очередные пристройки общей площадью 10 тыс м², на этот раз со стороны города. Это позволило увеличить пропускную способность аэровокзала с 800 до 1800 пассажиров в час. 
В 2005 году единое авиатранспортное предприятие было разделено. Его составные части — аэропорт и лётный отряд стали отдельными независимыми организациями. В 2007 году Транспортный совет при Правительстве Санкт-Петербурга утвердил план развития аэропорта Пулково. Для претворения данного плана в жизнь Правительством Санкт-Петербурга был проведён международный конкурс на разработку архитектурной концепции Централизованного пассажирского терминала аэропорта Пулково, победителем которого была признана компания Гримшоу архитектс.

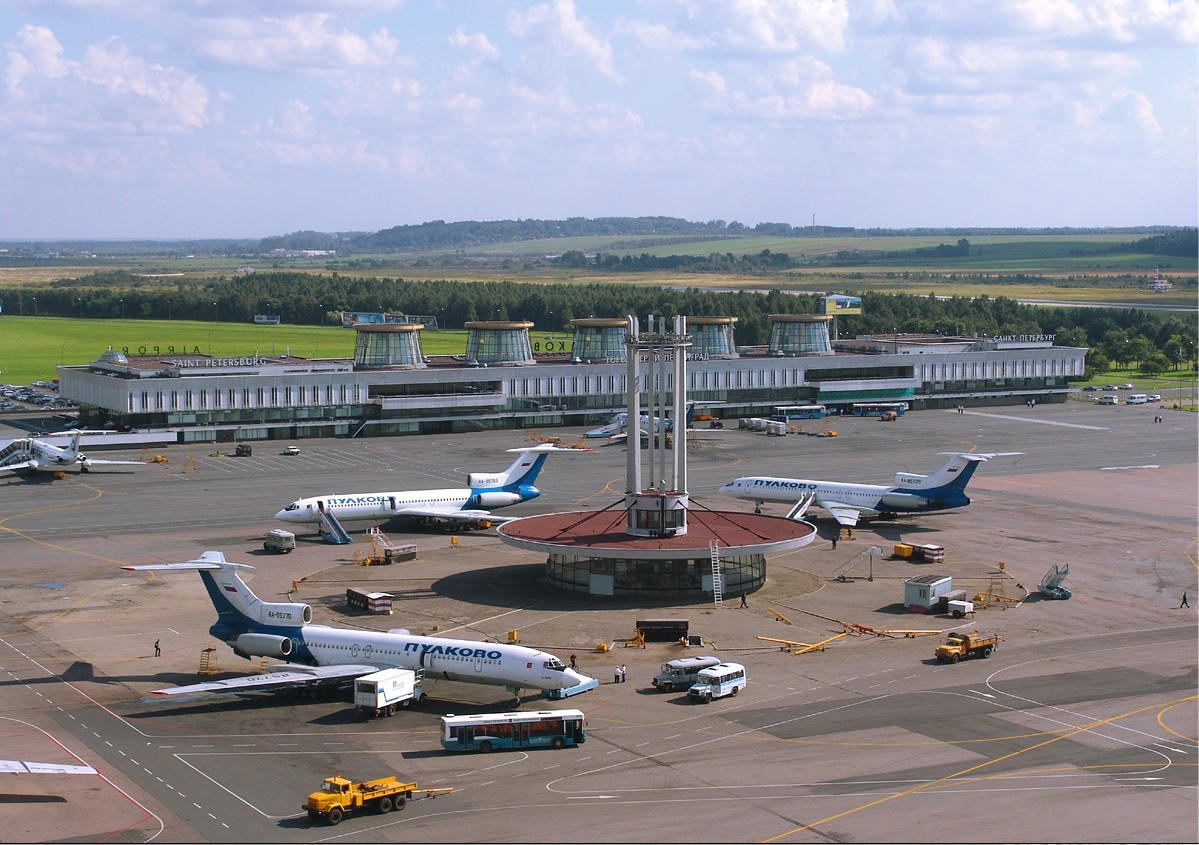
Аэровокзал Пулково-1. На переднем плане один из двух сателлитов для посадки пассажиров; с аэровокзалом они соединялись подземными тоннелями. Сателлиты снесены в 2013 году.

25 сентября 2007 года президент В. В. Путин подписал указ о передаче в собственность города Санкт-Петербурга 100 % акций аэропорта, находившихся в федеральной собственности.
В 2008 году был запущен конкурс по отбору участников государственно-частного партнёрства на реконструкцию и управление петербургским аэропортом Пулково на тридцатилетний срок. При этом, по условиям конкурса в нём не могли участвовать компании, управляющие аэропортами, расположенными ближе 800 км к Пулково, в частности, все компании московского авиаузла. 25 июня 2009 года консорциум «Воздушные Ворота Северной Столицы», в состав которого входят VTB Bank Europe, управляющая аэропортом Франкфурта компания Fraport и греческая Copelouzos Group, стал победителем конкурса. 30 октября 2009 года ООО «Воздушные Ворота Северной Столицы», ОАО «Аэропорт „Пулково“» и Правительство Санкт-Петербурга заключили Соглашение о создании, реконструкции и эксплуатации объектов, входящих в состав имущества аэропорта до 2039 года. В соответствии с соглашением, ООО «Воздушные Ворота Северной Столицы», начиная с 2013 года, выплачивает Правительству Санкт-Петербурга и ОАО «Аэропорт „Пулково“» 11,5 % от доходов, полученных от использования аэропорта, помимо налогов, отчисляемых в бюджеты всех уровней.
В 2013 году был построен новый аэровокзал с северной посадочной галереей общей площадью 105 600 м². При его строительстве было снесено старое здание авиакомпании «Россия». Стройка велась три года, генеральным подрядчиком выступал итало-турецкий консорциум IC/Astaldi. В том же 2013-м году был открыт аэровокзал для деловой авиации Пулково-3. Также была открыта трасса, напрямую связавшая аэропорт и кольцевую автодорогу, однако её использование возможно только правительственными делегациями, свободное движение по дороге закрыто. [значимость факта?]
Был произведён ремонт в Пулково-1 (старом терминале с «пятью стаканами»): здание стало использоваться в качестве посадочной галереи, к нему были пристроены телетрапы. При этом посадочные сателлиты-ротонды и подземные тоннели, ведущие на посадку, были снесены. В 2014 году был выведен из эксплуатации аэровокзал Пулково-2.
С 1 января 2020 года сроком на пять лет в аэропорту сняты ограничения по седьмой степени свободы воздушного пространства в отношении 30 стран; то есть иностранным авиакомпаниям стало разрешено совершать полёты в Пулково не из «домашнего» региона.
В 2020 году появилась информация о передаче Ленинградской областью Санкт-Петербургу 63,5 гектара земли — после изменения границ аэропорт Пулково должен полностью расположиться на территории Московского района Санкт-Петербурга. До того несколько десятилетий аэропорт располагался одновременно в двух этих регионах, из-за чего для обеспечения деятельности аэропорта приходилось получать согласования у служб и Санкт-Петербурга, и Ленинградской области. В 2024 году соответствующий участок был вновь назван планируемым к переводу из Ленинградской области в Санкт-Петербург.
3 июня 2021 года Смольный заключил соглашение с управляющей компанией ООО «Воздушные ворота Северной столицы» по строительству второй очереди международного аэропорта «Пулково». Объём инвестиций во вторую очередь развития аэропорта превысит 40 млрд рублей. Документ был подписан на Петербургском международном экономическом форуме.
30 ноября 2023 года президент России подписал указ, меняющий структуру владения управляющей компании аэропорта Пулково. Правительство создаст ООО «Холдинг ВВСС», которому передадут 100 % долей ООО «Воздушные ворота Северной столицы». Участниками холдинга станут 14 компаний: его текущие иностранные бенефициары, а также «Бизнес Финанс», «ВТБ Инфраструктурный холдинг» и «Перспективные промышленные и инфраструктурные технологии-7».
1 декабря 2023 года Путин в связи с «недружественными действиями некоторых иностранных государств и международных организаций» изъял права управления аэропортом у иностранных инвесторов и отдал их российским.
В декабре 2024 года Fraport продал свою долю (25 %) в «Холдинге ВВСС» компании Orbit Aviation — дочерней структуре государственного фонда Омана Saturn.

### Воздушный парк
С 1930-х и по 2005 год Ленинградский аэропорт, а затем «Пулково» включали в себя как непосредственно аэропорт, так и самолёты, сведённые в авиаотряд, что являлось обычной для СССР практикой. В 1936 году самолётный парк аэропорта обновился новыми и более вместительными воздушными судами Г-2, ПС-40, ПС-84. В 1951 году в эксплуатацию поступили Ан-2, Ил-12, Ил-14, с конца 1950-х годов — турбовинтовой Ил-18. С 15 марта 1959 года, начиная с пассажирского рейса с бортовым номером 42419 самолёта Ту-104Б, началась эксплуатация реактивной техники. В 1965 году аэропорт занял второе место в СССР по пассажиропотоку (после московского аэропорта Внуково); рейсы в Мурманск, Архангельск, Петрозаводск стали обслуживать Ан-24 и Як-40, открылись рейсы в Петропавловск-Камчатский и Владивосток. С 1968 года на авиалинии работали новые скоростные пассажирские самолёты Ту-134. После 1973 года на смену самолётам Ил-18, Ту-104, Ту-124 поступали новые Як-42, Ту-154 и транспортный Ан-12. В 1986 году поступил в эксплуатацию широкофюзеляжный Ил-86.

## Авиакомпании и направления
Базовым перевозчиком аэропорта является авиакомпания «Россия». В 2019 году она выполняла рейсы по 54 направлениям и вносила наибо́льший вклад в трансферный пассажиропоток аэропорта.
В 2020 году из-за пандемии международное сообщение было остановлено, но маршрутная сеть аэропорта увеличилась до 70 региональных направлений. Часть международных рейсов восстановили в 2021 году. На 2025 год выполняются рейсы в такие страны как Казахстан, Таджикистан, Кыргызстан, Грузия, Армения, Азербайджан, Беларусь, Сербия, Турция, Иран, Израиль, Египет, Китай, Таиланд,  Вьетнам, Узбекистан(.74)

## Статистика

### Статистика перевозок
| год                        | 1950  | 1957  | 1958  | 1960  | 1962  | 1965 | 1968 | 1970 | 1973 | 1975 | 1980 | 1990 |
| Отправлено тыс. пассажиров | 11,56 | 57,00 | 100,0 | 362,0 | 629,0 | 1130 | 1738 | 2215 | 2113 | 2947 | 3219 | 4838 |
| Источник:                  |       |       |       |       |       |      |      |      |      |      |      |      |

|                            | 1990 | 1991 | 1992 | 1993 | 1994 | 1995 | 1996 | 1997 | 1998 | 1999 | 2000 | 2001 | 2002 | 2003 | 2004 | 2005 | 2006 | 2007 |
| Пассажиропоток млн пассаж. | 10   | 8,8  | 5,5  | 3,4  | 3,0  | 2,9  | 2,7  | 2,6  | 2,5  | 2,5  | 2,6  | 2,9  | 3,2  | 3,8  | 4,3  | 4,7  | 5,1  | 6,1  |
| Взлётов-посадок тыс.       |      |      |      | 50,4 | 48,0 | 45,1 | 43,6 | 42,5 | 41,8 | 40,1 | 39,6 | 43,7 | 47,1 | 53,9 | 61,2 | 64,3 | 72,4 | 86,9 |
| Обработано грузов тыс. т   |      | 53,6 | 31,5 | 1,4  | 1,0  | 19,7 | 18,9 | 20,4 | 17,0 | 17,2 | 20,1 | 21,2 | 23,1 | 26,0 | 22,3 | 24,0 | 25,8 | 29,7 |
| Источник:                  |      |      |      |      |      |      |      |      |      |      |      |      |      |      |      |      |      |      |

|                            | 2008  | 2009  | 2010  | 2011  | 2012  | 2013  | 2014  | 2015  | 2016  | 2017  | 2018  | 2019  | 2020  | 2021  | 2022  | 2023  | 2024  |
| Пассажиропоток млн пассаж. | 7,072 | 6,758 | 8,444 | 9,611 | 11,16 | 12,85 | 14,26 | 13,50 | 13,26 | 16,12 | 18,12 | 19,58 | 10,94 | 18,03 | 18,14 | 20,40 | 20,90 |
| Взлётов-посадок тыс.       | 94,04 | 87,59 | 101,5 | 116,0 | 125,7 | 137,5 | 147,4 | 138,3 | 133,1 | 152,3 | 165,4 | 168,6 | 105,0 | 153,5 | 144,9 |       |       |
| Обработано грузов тыс. т   | 22,6  | 19,5  |       |       |       |       | 25,36 | 22,54 | 25,38 | 28,75 | 27,50 | 27,4  | 17,1  | 19,6  |       |       |       |
| Источники:                 |       |       |       |       |       |       |       |       |       |       |       |       |       |       |       |       |       |

### Самые загруженные направления
|                      | Пункт назначения | Страна/Регион             | Аэропорт                                                                     | Число пассажиров |
| -------------------- | ---------------- | ------------------------- | ---------------------------------------------------------------------------- | ---------------- |
| 1                    | Москва           | Москва Московская область | Аэропорт Шереметьево Аэропорт Домодедово Аэропорт Внуково Аэропорт Жуковский | 5 051 518        |
| 2                    | Анталья          | Турция                    | Аэропорт Анталья                                                             | 893 927          |
| 3                    | Симферополь      | Крым                      | Аэропорт Симферополь                                                         | 653 844          |
| 4                    | Сочи             | Краснодарский край        | Аэропорт Сочи                                                                | 567 827          |
| 5                    | Калининград      | Калининградская область   | Аэропорт Храброво                                                            | 511 520          |
| 6                    | Екатеринбург     | Свердловская область      | Аэропорт Кольцово                                                            | 417 011          |
| 7                    | Краснодар        | Краснодарский край        | Аэропорт Пашковский                                                          | 409 758          |
| 8                    | Новосибирск      | Новосибирская область     | Аэропорт Толмачёво                                                           | 382 849          |
| 9                    | Архангельск      | Архангельская область     | Аэропорт Талаги                                                              | 329 233          |
| 10                   | Ростов-на-Дону   | Ростовская область        | Аэропорт Платов                                                              | 308 118          |
| Источник: ООО «ВВСС» |                  |                           |                                                                              |                  |

## Транспортная инфраструктура

### Автомобильный транспорт
С восточной стороны аэропорта к терминалу проведены съезды к Пулковскому шоссе, дорога по которому до центра Санкт-Петербурга составляет примерно 30-60 минут. Подъезд к терминалу разделён на два уровня: нижний — прилёт, верхний — вылет.[значимость факта?]
На территории аэропорта работают четыре автостоянки (краткосрочные P2 и P3, долгосрочная P4 и стоянка для такси P7) и трёхуровневое здание паркинга P1. Стоимость размещения автомобиля на стоянке зависит от времени пребывания автомобиля на ней и расстояния самой стоянки от терминала. Между долгосрочной стоянкой и терминалом курсирует бесплатный автобус-шаттл.

### Автобус

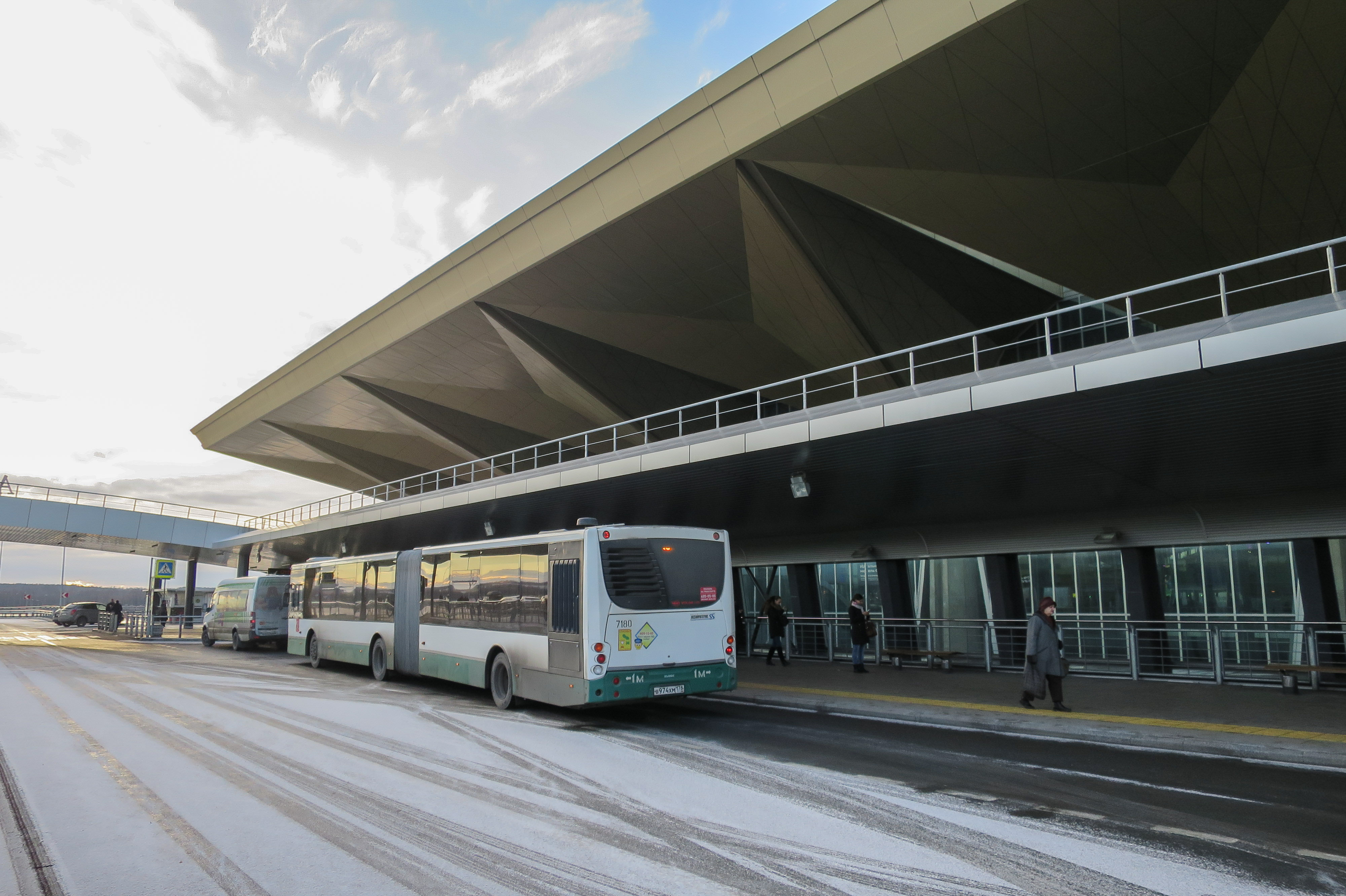
Автобус 39-го маршрута Volgabus-6271.00 у входа в аэровокзал

К аэропорту Пулково проложены три автобусных маршрута. Все три маршрута обслуживаются СПб ГУП «Пассажиравтотранс»:
- № 39 — со всеми остановками до станции метро «Московская», далее до улицы Костюшко. Время в пути составляет 20-25 минут.
- № 39э — экспресс-вариант 39-го маршрута без остановок, только до станции метро «Московская». Время в пути составляет 15-20 минут.
- № 82э — экспресс-маршрут до станции метро «Проспект Ветеранов»[59].

Остановка для посадки в автобусы расположена на нижнем ярусе подъезда к терминалу напротив выхода из зала прибытия.

### Рельсовый транспорт
Долгие годы властями Санкт-Петербурга разрабатывается проект строительства железнодорожного транспорта в аэропорт, поскольку пассажиры зачастую испытывают сложности, добираясь в Пулково из города. С учётом проведения чемпионата мира по футболу в 2018 году, матчи которого проходили и в Санкт-Петербурге, предполагалось несколько вариантов с использованием разных видов транспорта.
Первый вариант предусматривал строительство линии скоростного трамвая к аэропорту Пулково от станций метро «Звёздная» и «Купчино». В июне 2016 года был объявлен конкурс на проектирование линии; стоимость проекта и межевания участка для строительства линии оценивалась в 27 миллионов рублей.
Рассматривался вариант строительства железнодорожной линии в аэропорт от Балтийского или Витебского вокзала для использования электрички. Летом 2016 года губернатор Санкт-Петербурга Георгий Полтавченко заявил, что при текущем пассажиропотоке аэропорта потребности в данной линии в Пулково нет, и она будет востребована не раньше 2019 года и в случае роста пассажиропотока Пулково. Ни проект трамвая, ни проект электрички больше не имеют привязки к чемпионату мира. Конкурс на создание железнодорожной линии «аэроэкспресса» от Витебского вокзала в аэропорт Пулково отменён правительством Петербурга в феврале 2019 года.

## Происшествия
- 5 октября 1952 года из-за ошибки диспетчера в небе близ аэропорта столкнулись Ил-12 и ТС-62. Погибли все находящиеся в обоих самолётах 31 человек (24 в Ил-12 и 7 в ТС-62)[64].
- 25 ноября 1960 года при выполнении учебного полёта около аэропорта разбился Ил-14ФК. Экипаж отрабатывал имитацию отказа двигателя, когда самолёт сорвался в непроизвольное пике. Погибли все находящиеся на борту 9 человек[65].
- 17 февраля 1970 года при взлёте из аэропорта Ли-2 из-за перегруза не смог набрать высоту и разбился в двухстах метрах за полосой. Погиб бортрадист[66].
- 31 декабря 1970 года почти сразу после вылета разбился Ил-18В. Спеша с вылетом (рейс Ленинград — Ереван), экипаж забыл выпустить закрылки и включить противообледенительную систему. В результате после вылета самолёт быстро потерял скорость и высоту, после чего врезался в землю. Погибли все находящиеся в пилотной кабине — 5 членов экипажа и сопровождающий милиционер[67].
- 27 апреля 1974 года при заходе на посадку разбился Ил-18В. Самолёт должен был выполнять рейс Ленинград — Краснодар, когда почти сразу после вылета командир доложил о пожаре крайнего правого двигателя. Самолёт совершил полёт по кругу для возврата в аэропорт, но на посадочной глиссаде пожар разрушил крыло, и Ил-18В врезался в землю. Погибли все находящиеся на борту 109 человек[68].
- 23 мая 1991 года при посадке в грозу потерпел катастрофу Ту-154Б-1, выполнявший рейс Сухуми — Ленинград. Из-за ошибок экипажа самолёт коснулся земли за пределами полосы и на высокой вертикальной скорости, что привело к разрушению фюзеляжа. Погибли 13 пассажиров и 2 работника аэропорта[69].
- 26 сентября 1991 года через несколько минут после взлёта Ан-24 АФК Полёт, выполнявший грузовой рейс, упал в Финский залив в 150 метрах от берега на Юго-Западе Петербурга. Погибли все 10 человек, находившихся на борту — 3 члена экипажа и 7 сопровождающих груз. Причины катастрофы установлены не были.[70]
- 30 июня 2008 года самолёт Ту-154 компании «Аэрофлот» на скорости 60 км/ч прекратил взлёт после разрушения левого двигателя. Элементы силовой установки повредили фюзеляж и крыло самолёта, возник пожар. Самолёт самостоятельно зарулил на стоянку, где пассажиры были эвакуированы, а горящий двигатель был потушен. Никто из находившихся на борту не пострадал.[71]